# Arrancourt
Arrancourt és un municipi francès, situat al departament de l'Essonne i a la regió de Illa de França. L'any 2007 tenia 134 habitants.
Forma part del cantó d'Étampes, del districte d'Étampes i de la Comunitat d'aglomeració de l'Étampois Sud-Essonne.

## Demografia

### Població
El 2007 la població de fet d'Arrancourt era de 134 persones. Hi havia 47 famílies, de les quals 8 eren unipersonals (4 homes vivint sols i 4 dones vivint soles), 16 parelles sense fills i 23 parelles amb fills.
La població ha evolucionat segons el següent gràfic:
Habitants censats

### Habitatges
El 2007 hi havia 58 habitatges, 45 eren l'habitatge principal de la família, 11 eren segones residències i 2 estaven desocupats. Tots els 58 habitatges eren cases. Dels 45 habitatges principals, 44 estaven ocupats pels seus propietaris i 1 estava cedit a títol gratuït; 7 tenien tres cambres, 8 en tenien quatre i 30 en tenien cinc o més. 38 habitatges disposaven pel capbaix d'una plaça de pàrquing. A 14 habitatges hi havia un automòbil i a 30 n'hi havia dos o més.

### Piràmide de població
La piràmide de població per edats i sexe el 2009 era:
| Homes | Edats   | Dones |
| ----- | ------- | ----- |
| 0     | 95 o +  | 0     |
| 0     | 90 a 94 | 0     |
| 0     | 85 a 89 | 0     |
| 0     | 80 a 84 | 0     |
| 0     | 75 a 79 | 4     |
| 0     | 70 a 74 | 0     |
| 12    | 65 a 69 | 4     |
| 0     | 60 a 64 | 0     |
| 4     | 55 a 59 | 0     |
| 8     | 50 a 54 | 4     |
| 8     | 45 a 49 | 4     |
| 8     | 40 a 44 | 4     |
| 12    | 35 a 39 | 12    |
| 0     | 30 a 34 | 4     |
| 4     | 25 a 29 | 0     |
| 0     | 20 a 24 | 4     |
| 0     | 15 a 19 | 4     |
| 12    | 10 a 14 | 4     |
| 0     | 5 a 9   | 8     |
| 0     | 0 a 4   | 8     |

## Economia
El 2007 la població en edat de treballar era de 91 persones, 70 eren actives i 21 eren inactives. De les 70 persones actives 64 estaven ocupades (40 homes i 24 dones) i 6 estaven aturades (3 homes i 3 dones). De les 21 persones inactives 6 estaven jubilades, 6 estaven estudiant i 9 estaven classificades com a «altres inactius».
Activitats econòmiques
Dels 7 establiments que hi havia el 2007, 2 eren d'empreses de construcció, 1 d'una empresa d'hostatgeria i restauració, 1 d'una empresa immobiliària i 3 d'empreses de serveis.
Dels 3 establiments de servei als particulars que hi havia el 2009, 1 era una lampisteria, 1 empresa de construcció i 1 agència immobiliària.
L'any 2000 a Arrancourt hi havia 3 explotacions agrícoles.

## Poblacions més properes
El següent diagrama mostra les poblacions més properes.